# The Passenger (Iggy Pop)
The Passenger è una canzone scritta da Iggy Pop e dal chitarrista Ricky Gardiner, interpretata dallo stesso Iggy Pop e pubblicata nell'album Lust for Life nel 1977.

## Il brano
Possiede un riff di chitarra molto distintivo, ma è probabilmente più popolare il ritornello, dove compare David Bowie come seconda voce. Il testo è di Iggy Pop, scritto presumibilmente a bordo della S-Bahn di Berlino.

## Formazione
- Iggy Pop - voce
- Ricky Gardiner - chitarra
- Carlos Alomar - chitarra
- Tony Sales - basso
- Hunt Sales - batteria

- David Bowie - cori, pianoforte

## Versione di Siouxsie and the Banshees
Il brano non è mai stato pubblicato come singolo, ma è stato utilizzato come lato B di Success, unico brano estratto dall'album per la promozione. Nonostante ciò, ha riscosso grande popolarità, tanto da essere ripreso da numerosi artisti che ne hanno realizzato delle cover. Il gruppo rock inglese Siouxsie and the Banshees ha interpretato una nuova versione del brano nel 1987, inserendola nell'album di cover Through the Looking Glass. La band ha rifatto la canzone aggiungendo degli arrangiamenti di ottoni. Pubblicato come secondo singolo da quest'album, ha raggiunto la posizione nº 41 nella classifica dei singoli del Regno Unito.

## Altre cover
I R.E.M. l'hanno registrata e inserita come b-side del singolo At My Most Beautiful del 1999.
Anche David Hasselhoff ha pubblicato una sua versione della canzone come singolo nel 2021.
Una cover in italiano che si rifà a questa canzone è stata incisa dal gruppo rock Estra con il titolo Sei così semplice e pubblicata nel 2001 nell'album Tunnel Supermarket.
A questa canzone è ispirato anche il singolo del 2020 The One di Rea Garvey e VIZE.

## Utilizzi
La canzone è stata utilizzata in molte occasioni tra cui:
- Videogioco LEGO Rock Band, disponibile per Nintendo Wii, Nintendo DS, PlayStation 3 e Xbox 360;
- Spot della Fiat Idea;
- Radiofreccia (1998) di Luciano Ligabue (il quale l'ha anche eseguita in duetto con Piero Pelù ad un concerto);
- This Must Be the Place (2011) di Paolo Sorrentino
- Trainspotting (1996) di Danny Boyle
- Prima puntata della serie TV Romanzo criminale (2008);
- Spot della Golf 2017;
- Trailer mostrato all'E3 di The Outer Worlds di Obsidian Entertainment;
- Episodio pilota della prima stagione di The Boys (2019);
- Prima puntata della miniserie Dexter: New Blood.[7]
- Trafficanti (2016) di Todd Phillips